# 얀 아르튀스 베르트랑
얀 아르튀스 베르트랑(프랑스어: Yann Arthus-Bertrand, 1946년 3월 13일 ~ )은 국제적으로 유명한 프랑스 사진작가이다.
17살때 그는 영화감독보조로 일했고 곧 배우로 일하게 된다. 하지만 1967년 그는 프랑스의 공원운영을 위해 영화계를 떠나게된다 그리고 그가 30살이 되었을 때 케냐의 마사이 마라 국립공원에 거주하기 위해 그의 아내 안나와 떠나게 된다. 마사이부족들과 3년간 생활하면서 사자들의 행위들에 대해 관찰하고 매일 사진을 찍게되는데 열기구에서 아름다운 풍경들을 보게되면서 사진에 대한 열정을 발견하게 되고 사진의 힘을 알게된다. 추후에는 전 세계를 다니면서 여러 가지 주제의 사진을 촬영하고 있다. 그는 헬리콥터와 열기구를 이용한 풍경사진책을 60권 이상 발간했다. 얀 베르트랑의 사진을 내셔널 지오그래픽 잡지에 수시로 실린다. 그의 사진은 정치적 의미와 미적 의미가 함축되어있다. 그리고 우리의 공간인 지구를 전시했다.
지금은 유네스코의 지원을 받아 전 세계를 돌아다니면서 다음세대에게 남기기위한 사진들을 담아내고 있다.
그는 1991년 파리에 알티튜드 에이전시를 창립하고, 유일한 항공사진을 전문으로 하는 사진도서관을 설립했다. 2000년에 지구의 76개의 국가에서 찍은 100,000장의 사진 전시회를 했다. 런던, 싱가포르, 폴란드, 네덜란드 등 여러 국가에서 찍은 사진을 ‘365일’이라는 책으로 발간했다.

## 저서
- <하늘에서 본 한국> 2008년 11월
- <하늘에서 본 지구> 2004년 7월
- <발견 하늘에서 본 지구366> 2003년 1

## 수상
- 프랑스 레종 도뇌르 훈장